# Лажи ме
Лажи ме (енгл. Lie to Me) америчка је телевизијска серија коју је створио Самјуел Баум за Fox. Приказивана је од 21. јануара 2009. до 31. јануара 2011. године.

## Радња
Др Карл Лајтман може да открије истину анализирајући лице неке особе, њено тело, глас и говор. Кад неко слегне раменима, обрне шаку или подигне доњу усну, Лајтман зна да лаже. Анализом израза лица може да прочита осећања, од притајених одбојности до сексаулне привлачности и љубоморе.
Али као што Лајтман добро зна, његова способност је у приватном животу како благослов, тако и проклетство, јер су чланови породице и пријатељи спремни да лажу једни друге исто колико и криминалци и незнанци. Лајтман је водећи стручњак за откривање превара, научник који проучава изразе лица и невољни језик тела с циљем да открије лаж, али и да сазна њен узрок. Вођа је стручњака у Лајтман групи која помаже владиним службама, агенцијама и локалној полицији око најтежих случајева.
Др Џилијан Фостер је талентована психолошкиња и Лајтманова професионална партнерка, која у њихову групу уноси равнотежу тако што сагледава ширу слику док се Лајтман фокусира на детаље. Потребни су му њени савети и познавање људског понашања, био он тога свестан или не. Илај Локер је Лајтманов главни истраживач, коме је људска склоност ка лажима толико одбојна, да је одлучио да усвоји кодекс понашања који назива „радикалном искреношћу”. Све време говори оно што мисли и испашта због тога. Рија Торес је најновија припадница агенције, једна од природно даровитих за откривање лажи. Има сирову и ненаучену способност да „чита” људе, што је чини силом на коју ваља обратити пажњу.

## Улоге
| Глумац           | Улога             |
| ---------------- | ----------------- |
| Тим Рот          | др Кал Лајтман    |
| Кели Вилијамс    | др Џилијан Фостер |
| Брендан Хајнс    | Илај Локер        |
| Моника Рејмунд   | Рија Торес        |
| Хејли Макфарланд | Емили Лајтман     |
| Мекај Фајфер     | Бен Ренолдс       |

## Епизоде
| Сезона | Сезона | Епизоде | Епизоде | Оригинално емитовање | Оригинално емитовање |
| Сезона | Сезона | Епизоде | Епизоде | Премијера            | Финале               |
| ------ | ------ | ------- | ------- | -------------------- | -------------------- |
|        | 1.     | 13      | 13      | 21. јануар 2009.     | 13. мај 2009.        |
|        | 2.     | 22      | 22      | 28. септембар 2009.  | 13. септембар 2010.  |
|        | 3.     | 13      | 13      | 4. октобар 2010.     | 31. јануар 2011.     |